# Воскеаск
Воскеаск (на арменски: Ոսկեհասկ) е село и община в Армения, област Ширак. Според Националната статистическа служба на Армения през 2012 г. общината има 2312 жители.

## Демография
Броят на населението в годините 1886–2004 е както следва: